# Acrocercops sauropis
Acrocercops sauropis là một loài bướm đêm thuộc họ Gracillariidae. Loài này có ở Ấn Độ (Meghalaya).